# Grewia lanceifolia
Grewia lanceifolia är en malvaväxtart som beskrevs av William Roxburgh. Grewia lanceifolia ingår i släktet Grewia och familjen malvaväxter. Inga underarter finns listade i Catalogue of Life.